# Polonne (huyện)
Huyện Polonne (tiếng Ukraina: Полонський район, chuyển tự: Polonnes'kyi raion) là một huyện của tỉnh Khmelnytskyi thuộc Ukraina. Huyện Polonne có diện tích 866 kilômét vuông, dân số theo điều tra dân số ngày 5 tháng 12 năm 2001 là 51234 người với mật độ 59 người/km2. Trung tâm huyện nằm ở Polonne.